# Bazsi, Veszprém
Bazsi  este un sat în districtul Sümeg, județul Veszprém, Ungaria, având o populație de 410 locuitori (2011). 

## Demografie
Componența etnică a satului Bazsi
     Maghiari (97,31%)
     Germani (2,69%)
Componența confesională a satului Bazsi
     Romano-catolici (76,34%)
     Fără religie (4,15%)
     Reformați (1,95%)
     Necunoscută (17,56%)
     Alte religii (0,73%)
Conform recensământului din 2011, satul Bazsi avea 410 locuitori. Din punct de vedere etnic, majoritatea locuitorilor (97,31%) erau maghiari, cu o minoritate de germani (2,69%).  Din punct de vedere confesional, majoritatea locuitorilor (76,34%) erau romano-catolici, existând și minorități de persoane fără religie (4,15%) și reformați (1,95%). Pentru 17,56% din locuitori nu este cunoscută apartenența confesională.